# Meunet-Planches
Meunet-Planches é uma comuna francesa na região administrativa do Centro, no departamento Indre. Estende-se por uma área de 27,5 km². Em 2010 a comuna tinha 179 habitantes (densidade: 6,5 hab./km²).